# Tiberius Cavallo
Tiberius Cavallo (* 30. März 1749 in Neapel; † 21. Dezember 1809 in London) war ein italienischer Physiker und Naturphilosoph.

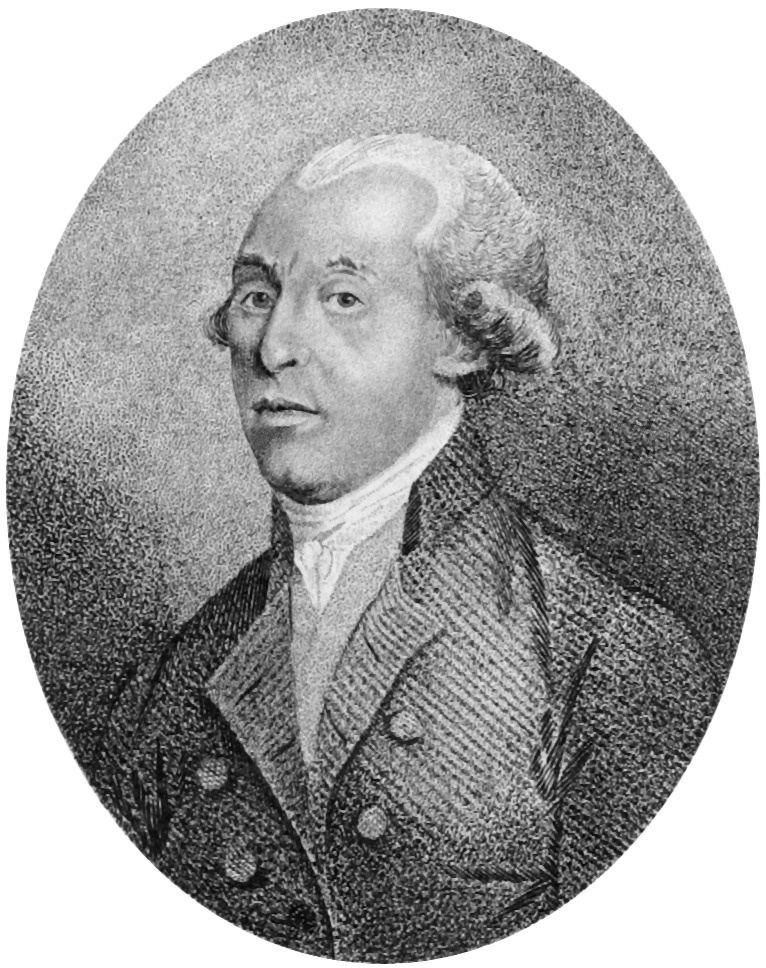
Tiberius Cavallo

## Leben
Der Sohn eines Arztes war für den Kaufmannsstand bestimmt und ging 1771 nach London, um Geschäftserfahrung zu sammeln. Hier traf er Amateurphysiker, die ihn anregten, sich an ihren Experimenten zu beteiligen. In den folgenden Jahren zeigte er großes Talent bei der Arbeit mit Instrumenten und wurde am 9. Dezember 1779 Mitglied der Royal Society, wo er bis 1792 Bakerian Lectures hielt. In Anlehnung an Joseph Priestley vertrat er die Phlogistontheorie.
Seit 1775 begeisterte er sich für Atmosphärische Elektrizität, experimentierte mit Franklins Drachen und verbesserte Detektoren, basierend auf John Cantons Elektroskop von 1753. 1777 veröffentlichte er seine wichtigste Arbeit A Complete Treatise on Electricity in Theory and Practice mit Details über die Konstruktion und Gebrauch seiner Elektroskope. 1779 baute er ein portables Elektrometer.
Ferner interessierte er sich für Pneumatik, baute verbesserte Luftpumpen und Gasanalyse-Instrumente. 1791 entwickelte er mit James Lind ein Verfahren, lebensgroße Silhouetten aufzunehmen und sie dann mit einem Pantograph zu verkleinern.

## Werke
- A Complete Treatise on Electricity. 1777
- Treatise on the Nature and Properties of Air and other permanently Elastic Fluids. 1781
- History and Practice of Aerostation. 1785
- Treatise on Magnetism. 1787
- Elements of Natural and Experimental Philosophy. 1803
- Theory and Practice of Medical Electricity. 1780
- Medical Properties of Factitious Air. 1798
- Theoretische und praktische Abhandlung der Lehre vom Magnet. 1788 (Online)
- Abhandlung über die Natur und Eigenschaften der Luft. 1783 (Online)
- Geschichte und Praxis der Aerostatik. 1786 (Online)